# Glacier de Lang
Le glacier de Lang, en allemand Langgletscher, est un glacier de 6 km de long situé dans la vallée du Lötschental, au sud des Alpes bernoises, dans le canton du Valais, en Suisse.

## Géographie
Le glacier est divisé en deux bras. Le plus grand des deux porte le nom d'Anengletscher et est situé sur le flanc sud du Mittaghorn, à 3 890 m d'altitude et descend sur une largeur de plus d'un kilomètre de mer de glace avec une forte déclivité en direction du sud.
Le second bras commence le long du Lötschenlücke, un col de glace à 3 153 m d'altitude et descend le long de la face nord du Schinhorn en direction du nord-ouest.
Dans sa partie inférieure, le Langgletscher ne mesure qu'environ 500 m de large. La mer de glace s'arrête à environ 2 500 m d'altitude où elle forme la rivière Lonza qui descend ensuite la vallée du Lötschental pour se jeter dans le Rhône.
Le refuge de montagne Hollandiahuette fondé par le Club alpin suisse se trouve à 3 240 m d'altitude sur l'éperon rocheux d'Anengrat qui sépare le Langgletscher du glacier d'Aletsch à l'est.